# Ritza Brown
Ritza Brown ist eine italienische Schauspielerin und Filmproduzentin.

## Leben
Brown begann Ende der 1970er Jahre als Schauspielerin in Nebenrollen in einigen Spielfilmen. 1980 verkörperte sie die Schauspielerin Sophia Loren als 16-jährige in dem Film Sophia Loren – Mein Leben. Ein Jahr später spielte sie die Rolle der Teresina Gramsci in drei Episoden der Mini-Fernsehserie Vita di Antonio Gramsci. 1982 war sie in Ator – Herr des Feuers in eine der Hauptrollen neben Miles O’Keeffe und Sabrina Siani zu sehen. 1984 folgte eine Rolle in Tuareg – Die tödliche Spur, 1985 war sie in der Fernsehserie Jenseits der Morgenröte in insgesamt sechs Episoden zu sehen. 1987 verabschiedete sie sich mit der Hauptrolle im Film Diebstahl im großen Stil aus der Filmschauspielerei.
In den 1990er Jahren wirkte sie in einigen Filmen als Produzentin mit. So war sie 1990 an Die Stimme des Mondes als Associate Producer und 1996 in The Legend of Sarmoti: Siegfried & Roy, eine Mini-Fernsehserie über die beiden Magier Siegfried und Roy, als Co-Produzentin tätig.
1980 war sie in einer Ausgabe des Playboy, 1994 in der Celebrity Sleuth.

## Filmografie

### Schauspieler
- 1977: Jenseits von Gut und Böse (Al di là del bene e del male)
- 1977: Canne mozze
- 1979: Nur drei kamen durch (Contro 4 bandiere)
- 1979: Buone notizie
- 1979: La familia, bien, gracias
- 1980: Die Terrasse (La terrazza)
- 1980: Sophia Loren – Mein Leben (Sophia Loren: Her Own Story) (Fernsehfilm)
- 1981: Vita di Antonio Gramsci (Mini-Fernsehserie, 3 Episoden)
- 1981: Storia senza parole
- 1982: Ator – Herr des Feuers (Ator l'invincibile)
- 1982: Monsignor
- 1984: Nata d'amore (Mini-Fernsehserie, 3 Episoden)
- 1984: Tuareg – Die tödliche Spur (Tuareg – Il Guerriero del Deserto)
- 1985: Jenseits der Morgenröte (Fernsehserie, 6 Episoden)
- 1985: Urlaub auf Italienisch (Fernsehserie)
- 1986: Screen Two (Fernsehserie, Episode 2x01)
- 1987: Diebstahl im großen Stil (Grand Larceny)

### Produzent
- 1990: Die Stimme des Mondes (La voce della luna)
- 1990: Una vita scellerata
- 1991: L'amore necessario
- 1994: Tzaleket
- 1996: The Legend of Sarmoti: Siegfried & Roy (Mini-Fernsehserie, 4 Episoden)